# Llista de topònims de les Masies de Roda
Llista de topònims (noms propis de lloc) del municipi de les Masies de Roda, a Osona
Informació actualitzada per un bot. Els canvis manuals es perdran quan s'actualitzi!
| imatge | Nom                | Ubicat a           | instància de | Detalls | coordenades                                                                                    | Protecció | Commons (més fotos) | Dades a WD                    |
| ------ | ------------------ | ------------------ | ------------ | ------- | ---------------------------------------------------------------------------------------------- | --------- | ------------------- | ----------------------------- |
|        | Canal de l'Obra    | les Masies de Roda |              | 1845    | 41° 59′ 07″ N, 2° 17′ 56″ E / 41.98525°N,2.29895°E ca:Zona de la Devesa del Pujolar, 08510.    |           |                     | Modifica les dades a Wikidata |
|        | Devesa del Pujolar | les Masies de Roda |              |         | 41° 59′ 05″ N, 2° 17′ 44″ E / 41.98461°N,2.29548°E ca:Devesa del Pujolar, 08510.               |           |                     | Modifica les dades a Wikidata |
|        | Palanca de Malars  | les Masies de Roda |              |         | 41° 59′ 01″ N, 2° 17′ 30″ E / 41.98374°N,2.29176°E ca:Paratge de la Devesa del Pujolar, 08510. |           |                     | Modifica les dades a Wikidata |

## abric rocós
| imatge | Nom                   | Ubicat a           | instància de | Detalls | coordenades                                                         | Protecció | Commons (més fotos) | Dades a WD                    |
| ------ | --------------------- | ------------------ | ------------ | ------- | ------------------------------------------------------------------- | --------- | ------------------- | ----------------------------- |
|        | Balma d'en Cànem      | les Masies de Roda | abric rocós  |         | 41° 59′ 51″ N, 2° 20′ 22″ E / 41.9976381053399°N,2.33944193333889°E |           |                     | Modifica les dades a Wikidata |
|        | Balmes del Colom Gros | les Masies de Roda | abric rocós  |         | 41° 59′ 54″ N, 2° 20′ 12″ E / 41.9982799537216°N,2.33673064905515°E |           |                     | Modifica les dades a Wikidata |

## castell
| imatge | Nom                   | Ubicat a           | instància de | Detalls                      | coordenades                                                                              | Protecció                                            | Commons (més fotos)   | Dades a WD                    |
| ------ | --------------------- | ------------------ | ------------ | ---------------------------- | ---------------------------------------------------------------------------------------- | ---------------------------------------------------- | --------------------- | ----------------------------- |
|        | Castell de Casserres  | les Masies de Roda | castell      |                              | 42° 00′ 05″ N, 2° 20′ 27″ E / 42.0014°N,2.34078°E                                        | bé d'interès cultural bé cultural d'interès nacional | Castell de Casserres  | Modifica les dades a Wikidata |
|        | Castell de s'Avellana | les Masies de Roda | castell      | Estil: arquitectura romànica | 41° 58′ 12″ N, 2° 19′ 48″ E / 41.970098°N,2.330121°E ca:Península de l'Esquerda 501 msnm | bé d'interès cultural bé cultural d'interès nacional | Castell de s'Avellana | Modifica les dades a Wikidata |

## colònia industrial
| imatge | Nom           | Ubicat a           | instància de       | Detalls      | coordenades                                                                                  | Protecció                                  | Commons (més fotos) | Dades a WD                    |
| ------ | ------------- | ------------------ | ------------------ | ------------ | -------------------------------------------------------------------------------------------- | ------------------------------------------ | ------------------- | ----------------------------- |
|        | Colònia Salou | les Masies de Roda | colònia industrial | 19th century | 41° 58′ 29″ N, 2° 18′ 56″ E / 41.9746527778°N,2.31543333333°E ca:Península de Salou 436 msnm | bé integrant del patrimoni cultural català | Colònia Salou       | Modifica les dades a Wikidata |
|        | Còdol Dret    | les Masies de Roda | colònia industrial |              | 41° 58′ 55″ N, 2° 19′ 08″ E / 41.9820527778°N,2.3189°E                                       |                                            |                     | Modifica les dades a Wikidata |

## curs d'aigua
| imatge | Nom   | Ubicat a                                                                    | instància de               | Detalls                                                 | coordenades | Protecció | Commons (més fotos) | Dades a WD                    |
| ------ | ----- | --------------------------------------------------------------------------- | -------------------------- | ------------------------------------------------------- | --- | --------- | ------------------- | ----------------------------- |
|        | Gurri | Seva Taradell Tona Malla Vic Santa Eugènia de Berga Gurb les Masies de Roda | curs d'aigua               | Desemboca: Ter                                          | 41° 49′ 55″ N, 2° 19′ 36″ E / 41.831953°N,2.326802°E 41° 59′ 03″ N, 2° 18′ 04″ E / 41.984104°N,2.301215°E 443 msnm |           | Gurri               | Modifica les dades a Wikidata |
|        | Ter   | Ripollès Osona Selva Gironès Baix Empordà                                   | curs d'aigua riu principal | Desemboca: mar Mediterrània Llarg: 208km Conca: 3010km² | 42° 25′ 40″ N, 2° 15′ 24″ E / 42.427778°N,2.256667°E 42° 01′ 24″ N, 3° 11′ 31″ E / 42.02347°N,3.19187°E            |           | Ter River           | Modifica les dades a Wikidata |

## edifici
| imatge | Nom                   | Ubicat a           | instància de | Detalls | coordenades                                                                         | Protecció | Commons (més fotos) | Dades a WD                    |
| ------ | --------------------- | ------------------ | ------------ | ------- | ----------------------------------------------------------------------------------- | --------- | ------------------- | ----------------------------- |
|        | capella del Cementiri | les Masies de Roda | edifici      |         | 41° 59′ 33″ N, 2° 17′ 45″ E / 41.99242°N,2.29579°E ca:Paratge de la Guàrdia, 08510. |           |                     | Modifica les dades a Wikidata |
|        | capella del Macià     | les Masies de Roda | edifici      | 1782    | 41° 58′ 54″ N, 2° 17′ 35″ E / 41.98165°N,2.2931°E ca:La Prada, 08510                |           |                     | Modifica les dades a Wikidata |

## entitat singular de població
| imatge | Nom             | Ubicat a           | instància de                                                 | Detalls | coordenades                                                                | Protecció | Commons (més fotos) | Dades a WD                    |
| ------ | --------------- | ------------------ | ------------------------------------------------------------ | ------- | -------------------------------------------------------------------------- | --------- | ------------------- | ----------------------------- |
|        | Disseminats     | les Masies de Roda | entitat singular de població                                 | 177 hab | 41° 59′ 35″ N, 2° 17′ 37″ E / 41.99294791°N,2.29364343°E 461 msnm          |           |                     | Modifica les dades a Wikidata |
|        | Fontanelles     | les Masies de Roda | entitat singular de població                                 | 163 hab | 41° 58′ 06″ N, 2° 18′ 05″ E / 41.968352521701°N,2.3013092444513°E 473 msnm |           |                     | Modifica les dades a Wikidata |
|        | el Vicenç       | les Masies de Roda | entitat singular de població                                 | 139 hab | 41° 59′ 21″ N, 2° 17′ 55″ E / 41.989051467421°N,2.2986684423601°E 461 msnm |           |                     | Modifica les dades a Wikidata |
|        | l'Esquerda      | les Masies de Roda | entitat singular de població                                 | 45 hab  | 41° 58′ 37″ N, 2° 18′ 44″ E / 41.976988°N,2.312241°E 465 msnm              |           |                     | Modifica les dades a Wikidata |
|        | les Cases Noves | les Masies de Roda | entitat singular de població ens local històric de Catalunya | 225 hab | 41° 59′ 22″ N, 2° 19′ 06″ E / 41.989408°N,2.318249°E 465 msnm              |           |                     | Modifica les dades a Wikidata |

## església
| imatge | Nom                         | Ubicat a           | instància de      | Detalls                                   | coordenades                                                                                | Protecció                                            | Commons (més fotos)                     | Dades a WD                    |
| ------ | --------------------------- | ------------------ | ----------------- | ----------------------------------------- | ------------------------------------------------------------------------------------------ | ---------------------------------------------------- | --------------------------------------- | ----------------------------- |
|        | Ermita de Sant Salvador     | les Masies de Roda | església ermita   | Estil: arquitectura popular 20th century  | 41° 58′ 55″ N, 2° 19′ 24″ E / 41.982075°N,2.32326°E ca:Paratge de la Serra Llarga 453 msnm | bé integrant del patrimoni cultural català           | Sant Salvador de Còdol                  | Modifica les dades a Wikidata |
|        | Sant Miquel de la Guàrdia   | les Masies de Roda | església          | Estil: arquitectura popular 1786          | 41° 59′ 35″ N, 2° 17′ 36″ E / 41.993019°N,2.293408°E ca:Barri del Vicenç, 08510.           | bé integrant del patrimoni cultural català           | Sant Miquel de la Guàrdia               | Modifica les dades a Wikidata |
|        | Sant Pere de Casserres      | les Masies de Roda | església monestir | Estil: arquitectura romànica 11st century | 42° 00′ 07″ N, 2° 20′ 27″ E / 42.00184°N,2.340839°E ca:Collet de Casserres, 08510.         | bé d'interès cultural bé cultural d'interès nacional | Monestir de Sant Pere de Casserres      | Modifica les dades a Wikidata |
|        | Santa Magdalena de Conangle | les Masies de Roda | església ermita   | Estil: arquitectura popular               | 41° 58′ 17″ N, 2° 19′ 14″ E / 41.971522°N,2.32062°E ca:Península de Salou, 08510.          | bé integrant del patrimoni cultural català           | Monestir de Santa Magdalena de Conangle | Modifica les dades a Wikidata |

## granja
| imatge | Nom                    | Ubicat a           | instància de | Detalls | coordenades                                                         | Protecció | Commons (més fotos) | Dades a WD                    |
| ------ | ---------------------- | ------------------ | ------------ | ------- | ------------------------------------------------------------------- | --------- | ------------------- | ----------------------------- |
|        | Granges del Cós        | les Masies de Roda | granja       |         | 41° 57′ 51″ N, 2° 18′ 25″ E / 41.964122532595°N,2.30703608297706°E  |           |                     | Modifica les dades a Wikidata |
|        | Granja de Can Clarinet | les Masies de Roda | granja       |         | 41° 59′ 29″ N, 2° 18′ 05″ E / 41.9914692135976°N,2.30151192098637°E |           |                     | Modifica les dades a Wikidata |

## masia
| imatge | Nom                        | Ubicat a           | instància de | Detalls                                  | coordenades | Protecció                                  | Commons (més fotos)            | Dades a WD                    |
| ------ | -------------------------- | ------------------ | ------------ | ---------------------------------------- | --- | ------------------------------------------ | ------------------------------ | ----------------------------- |
|        | Can Besunya                | les Masies de Roda | masia        |                                          | 41° 59′ 31″ N, 2° 17′ 57″ E / 41.9918244065125°N,2.29920207856397°E                                                                                         |                                            |                                | Modifica les dades a Wikidata |
|        | Can Boixeda                | les Masies de Roda | masia        |                                          | 41° 59′ 29″ N, 2° 19′ 17″ E / 41.9914807587821°N,2.32145642645528°E ca:Barri de les Cases Noves, 08510                                                      |                                            |                                | Modifica les dades a Wikidata |
|        | Can Capó                   | les Masies de Roda | masia        |                                          | 41° 59′ 55″ N, 2° 18′ 30″ E / 41.9985894621341°N,2.3082922975416°E                                                                                          |                                            |                                | Modifica les dades a Wikidata |
|        | Can Clarinet               | les Masies de Roda | masia        |                                          | 41° 59′ 23″ N, 2° 18′ 03″ E / 41.9897180790318°N,2.30087914079859°E                                                                                         |                                            |                                | Modifica les dades a Wikidata |
|        | Can Grau                   | les Masies de Roda | masia        | 1875                                     | 41° 59′ 00″ N, 2° 17′ 56″ E / 41.9832218960565°N,2.29900670906365°E ca:La Prada, 08510                                                                      |                                            |                                | Modifica les dades a Wikidata |
|        | Can Jan                    | les Masies de Roda | masia        |                                          | 41° 59′ 40″ N, 2° 18′ 31″ E / 41.9943857618398°N,2.30868795176987°E                                                                                         |                                            |                                | Modifica les dades a Wikidata |
|        | Can Jan Petit              | les Masies de Roda | masia        |                                          | 41° 59′ 47″ N, 2° 18′ 18″ E / 41.9963454346948°N,2.3050807828237°E                                                                                          |                                            |                                | Modifica les dades a Wikidata |
|        | Can Marçó                  | les Masies de Roda | masia        |                                          | 41° 59′ 44″ N, 2° 18′ 17″ E / 41.9954789570411°N,2.30477629112754°E                                                                                         |                                            |                                | Modifica les dades a Wikidata |
|        | Can Noguera                | les Masies de Roda | masia        |                                          | 41° 59′ 00″ N, 2° 18′ 02″ E / 41.9831958845408°N,2.3006487119915°E                                                                                          |                                            |                                | Modifica les dades a Wikidata |
|        | Can Plademill              | les Masies de Roda | masia        |                                          | 41° 59′ 02″ N, 2° 19′ 54″ E / 41.983786515449°N,2.33176275303251°E                                                                                          |                                            |                                | Modifica les dades a Wikidata |
|        | Can Vilalta                | les Masies de Roda | masia        |                                          | 41° 59′ 34″ N, 2° 18′ 12″ E / 41.9928847161399°N,2.30323499727138°E                                                                                         |                                            |                                | Modifica les dades a Wikidata |
|        | Casa del Mig               | les Masies de Roda | masia        |                                          | 41° 59′ 39″ N, 2° 18′ 29″ E / 41.9941830464494°N,2.30792951307569°E                                                                                         |                                            |                                | Modifica les dades a Wikidata |
|        | Còdol                      | les Masies de Roda | masia        |                                          | 41° 58′ 53″ N, 2° 19′ 46″ E / 41.9813418538672°N,2.32955515954279°E                                                                                         |                                            |                                | Modifica les dades a Wikidata |
|        | Fontanelles                | les Masies de Roda | masia        | Estil: arquitectura popular              | 41° 57′ 58″ N, 2° 18′ 11″ E / 41.9662°N,2.30317°E ca:Plans de Can Riera, 08510.                                                                             | bé integrant del patrimoni cultural català |                                | Modifica les dades a Wikidata |
|        | Fontseré                   | les Masies de Roda | masia        |                                          | 41° 59′ 24″ N, 2° 19′ 31″ E / 41.9900976614121°N,2.32517745430835°E                                                                                         |                                            |                                | Modifica les dades a Wikidata |
|        | Mas Ferrer                 | les Masies de Roda | masia        |                                          | 41° 59′ 31″ N, 2° 17′ 36″ E / 41.9919054421063°N,2.29332159104579°E                                                                                         |                                            |                                | Modifica les dades a Wikidata |
|        | Mas Monjo                  | les Masies de Roda | masia        |                                          | 41° 58′ 42″ N, 2° 18′ 04″ E / 41.9782186390728°N,2.3012101357837°E                                                                                          |                                            |                                | Modifica les dades a Wikidata |
|        | Mas Salou                  | les Masies de Roda | masia        | Estil: arquitectura popular 17th century | 41° 58′ 05″ N, 2° 19′ 26″ E / 41.968154°N,2.323782°E ca:Península de Salou                                                                                  | bé cultural d'interès local                | Mas Salou (les Masies de Roda) | Modifica les dades a Wikidata |
|        | Mas Samelassa              | les Masies de Roda | masia        |                                          | 41° 58′ 17″ N, 2° 18′ 48″ E / 41.9714101229697°N,2.31323309671042°E                                                                                         |                                            |                                | Modifica les dades a Wikidata |
|        | Masferrer                  | les Masies de Roda | masia        |                                          | 41° 59′ 31″ N, 2° 17′ 36″ E / 41.9919054421063°N,2.29332159104579°E                                                                                         |                                            |                                | Modifica les dades a Wikidata |
|        | Masoveria del Mas de Salou | les Masies de Roda | masia        | Estil: arquitectura popular 14th century | 41° 58′ 05″ N, 2° 19′ 25″ E / 41.9681°N,2.32358°E ca:Península de Salou 469 msnm                                                                            | bé cultural d'interès local                | Masoveria del Mas de Salou     | Modifica les dades a Wikidata |
|        | Pla Bosc                   | les Masies de Roda | masia        |                                          | 41° 59′ 08″ N, 2° 19′ 54″ E / 41.9854610837865°N,2.33164866633959°E ca:Sot de Can Pla de Mill, 08510.                                                       |                                            |                                | Modifica les dades a Wikidata |
|        | Puigcendra                 | les Masies de Roda | masia        |                                          | 41° 59′ 46″ N, 2° 18′ 36″ E / 41.9961680830238°N,2.31002094005664°E                                                                                         |                                            |                                | Modifica les dades a Wikidata |
|        | Terrades                   | les Masies de Roda | masia        |                                          | 41° 58′ 20″ N, 2° 21′ 50″ E / 41.9722241131493°N,2.36384337875399°E 567 msnm                                                                                |                                            | Terrades (les Masies de Roda)  | Modifica les dades a Wikidata |
|        | el Bac de Roda             | les Masies de Roda | masia        | Estil: arquitectura popular 17th century | 41° 59′ 21″ N, 2° 18′ 21″ E / 41.989077°N,2.305765°E ca:Ctra. Roda-Manlleu 452 msnm                                                                         | bé cultural d'interès local                | El Bac de Roda                 | Modifica les dades a Wikidata |
|        | el Bac de Sau              | les Masies de Roda | masia        | Estil: arquitectura popular              | 41° 58′ 49″ N, 2° 21′ 46″ E / 41.980347°N,2.36281°E ca:Paratge de la Sabella 550 msnm                                                                       | bé integrant del patrimoni cultural català | El Bac de Sau                  | Modifica les dades a Wikidata |
|        | el Bosc de Còdol           | les Masies de Roda | masia        |                                          | 41° 59′ 01″ N, 2° 20′ 25″ E / 41.9834747298223°N,2.34014364495413°E ca:Camp de la Punta, 08510.                                                             |                                            |                                | Modifica les dades a Wikidata |
|        | el Bosc de Salou           | les Masies de Roda | masia        | Estil: arquitectura popular 19th century | 41° 58′ 34″ N, 2° 19′ 22″ E / 41.976074°N,2.322744°E ca:Península de Salou, 08510.                                                                          | bé cultural d'interès local                |                                | Modifica les dades a Wikidata |
|        | el Gelabert                | les Masies de Roda | masia        | Estil: arquitectura popular 1789         | 41° 59′ 23″ N, 2° 17′ 10″ E / 41.989839°N,2.286103°E ca:Plans del Coll, 08510                                                                               | bé cultural d'interès local                |                                | Modifica les dades a Wikidata |
|        | el Macià                   | les Masies de Roda | masia        | Estil: arquitectura popular              | 41° 58′ 52″ N, 2° 17′ 38″ E / 41.98107°N,2.293926°E 445 msnm                                                                                                | bé integrant del patrimoni cultural català |                                | Modifica les dades a Wikidata |
|        | el Macià II                | les Masies de Roda | masia        |                                          | 41° 58′ 53″ N, 2° 17′ 37″ E / 41.9815°N,2.29364°E ca:La Prada, 08510                                                                                        |                                            |                                | Modifica les dades a Wikidata |
|        | el Pla Xic                 | les Masies de Roda | masia        | Estil: arquitectura popular 1630         | 41° 59′ 28″ N, 2° 18′ 54″ E / 41.9912°N,2.3149°E ca:Carrer Cooperació, 08510.                                                                               | bé integrant del patrimoni cultural català |                                | Modifica les dades a Wikidata |
|        | el Pla de Roda             | les Masies de Roda | masia        | Estil: arquitectura popular              | 41° 59′ 47″ N, 2° 19′ 00″ E / 41.9964°N,2.31656°E ca:Camp del Sot, 08510.                                                                                   | bé cultural d'interès local                |                                | Modifica les dades a Wikidata |
|        | el Prat Pla                | les Masies de Roda | masia        |                                          | 41° 59′ 38″ N, 2° 17′ 45″ E / 41.9939558579145°N,2.29574982620804°E                                                                                         |                                            |                                | Modifica les dades a Wikidata |
|        | el Pujol                   | les Masies de Roda | masia        | Estil: arquitectura popular 18th century | 41° 57′ 46″ N, 2° 19′ 29″ E / 41.962684°N,2.324769°E ca:Península de Salou 492 msnm                                                                         | bé cultural d'interès local                | El Pujol (les Masies de Roda)  | Modifica les dades a Wikidata |
|        | el Pujolar                 | les Masies de Roda | masia        | Estil: arquitectura popular              | 41° 59′ 19″ N, 2° 17′ 37″ E / 41.988481°N,2.293603°E ca:Plans del Coll, 08510                                                                               | bé cultural d'interès local                |                                | Modifica les dades a Wikidata |
|        | el Sangles Nou             | les Masies de Roda | masia        |                                          | 41° 58′ 53″ N, 2° 19′ 26″ E / 41.9815154369061°N,2.32383161688794°E                                                                                         |                                            |                                | Modifica les dades a Wikidata |
|        | el Sangles Vell            | les Masies de Roda | masia        | Estil: arquitectura popular              | 41° 58′ 28″ N, 2° 20′ 12″ E / 41.974335°N,2.336558°E | bé cultural d'interès local                |                                | Modifica les dades a Wikidata |
|        | el Vicenç                  | les Masies de Roda | masia        | Estil: arquitectura popular 1587         | 41° 59′ 36″ N, 2° 17′ 35″ E / 41.993341°N,2.293115°E ca:Paratge de La Guàrdia, 08510                                                                        | bé cultural d'interès local                |                                | Modifica les dades a Wikidata |
|        | els Tres Pins              | les Masies de Roda | masia        |                                          | 41° 57′ 51″ N, 2° 19′ 39″ E / 41.9640907125924°N,2.32743109448264°E                                                                                         |                                            |                                | Modifica les dades a Wikidata |
|        | la Baga                    | les Masies de Roda | masia        | 17th century                             | 41° 59′ 00″ N, 2° 20′ 48″ E / 41.9834496558862°N,2.3467832357513°E ca:Paratge de la Baga de la Bruguera, 08510.                                             |                                            |                                | Modifica les dades a Wikidata |
|        | la Bruguera                | les Masies de Roda | masia        | Estil: arquitectura popular 1759         | 41° 59′ 12″ N, 2° 20′ 09″ E / 41.9868°N,2.33579°E ca:Sot de Can Plademill, 08510                                                                            | bé cultural d'interès local                |                                | Modifica les dades a Wikidata |
|        | la Carrera                 | les Masies de Roda | masia        |                                          | 41° 59′ 29″ N, 2° 17′ 53″ E / 41.9914578234837°N,2.29816782061131°E                                                                                         |                                            |                                | Modifica les dades a Wikidata |
|        | la Casa Nova de la Serra   | les Masies de Roda | masia        |                                          | 41° 58′ 03″ N, 2° 18′ 03″ E / 41.9675082544607°N,2.30096514503745°E                                                                                         |                                            |                                | Modifica les dades a Wikidata |
|        | la Casa Nova del Vicenç    | les Masies de Roda | masia        |                                          | 41° 59′ 42″ N, 2° 18′ 02″ E / 41.9950568764754°N,2.30053094420019°E                                                                                         |                                            |                                | Modifica les dades a Wikidata |
|        | la Guardiola               | les Masies de Roda | masia        |                                          | 41° 59′ 52″ N, 2° 18′ 02″ E / 41.9977414739384°N,2.30063436194729°E                                                                                         |                                            |                                | Modifica les dades a Wikidata |
|        | la Mesquita                | les Masies de Roda | masia        |                                          | 41° 59′ 26″ N, 2° 19′ 25″ E / 41.9906370830354°N,2.32348155549631°E ca:Barri de les Cases Noves, 08510.                                                     |                                            |                                | Modifica les dades a Wikidata |
|        | la Riera del Pujolar       | les Masies de Roda | masia        |                                          | 41° 59′ 14″ N, 2° 17′ 29″ E / 41.9872002942634°N,2.29126099541041°E                                                                                         |                                            |                                | Modifica les dades a Wikidata |
|        | la Serra dels Munts        | les Masies de Roda | masia        | 1779                                     | 41° 59′ 40″ N, 2° 18′ 49″ E / 41.994309°N,2.313605°E ca:A uns 200 metres al nord del terme de Roda de Ter, entre el mas Puigcendre i el Pla de Roda, 08510. |                                            |                                | Modifica les dades a Wikidata |
|        | la Teuleria de Salou       | les Masies de Roda | masia        |                                          | 41° 58′ 03″ N, 2° 19′ 10″ E / 41.9674033345333°N,2.31947933038663°E                                                                                         |                                            |                                | Modifica les dades a Wikidata |
|        | la Teuleria del Torrent    | les Masies de Roda | masia        | 19th century                             | 41° 59′ 27″ N, 2° 18′ 16″ E / 41.9907208562328°N,2.30434515575807°E ca:Zona del Bac de Roda, 08510.                                                         |                                            |                                | Modifica les dades a Wikidata |
|        | les Basses                 | les Masies de Roda | masia        | 1751                                     | 41° 59′ 28″ N, 2° 19′ 56″ E / 41.9911386329453°N,2.33222914144023°E ca:Camp de Les Bases, 08510.                                                            |                                            |                                | Modifica les dades a Wikidata |
|        | les Baumes                 | les Masies de Roda | masia        | 18th century                             | 41° 58′ 08″ N, 2° 18′ 40″ E / 41.9689478202822°N,2.31114751169682°E ca:El canals de Vilardell, 08510.                                                       |                                            |                                | Modifica les dades a Wikidata |
|        | les Guilleries             | les Masies de Roda | masia        |                                          | 41° 57′ 54″ N, 2° 19′ 49″ E / 41.9651244173994°N,2.33015966926323°E                                                                                         |                                            |                                | Modifica les dades a Wikidata |
|        | les Plantes                | les Masies de Roda | masia        |                                          | 41° 59′ 32″ N, 2° 18′ 36″ E / 41.9922853262473°N,2.30986970625864°E                                                                                         |                                            |                                | Modifica les dades a Wikidata |

## muntanya
| imatge | Nom                | Ubicat a           | instància de | Detalls | coordenades                                                         | Protecció | Commons (més fotos) | Dades a WD                    |
| ------ | ------------------ | ------------------ | ------------ | ------- | ------------------------------------------------------------------- | --------- | ------------------- | ----------------------------- |
|        | Castell s'Avellana | les Masies de Roda | muntanya     |         | 41° 58′ 12″ N, 2° 19′ 49″ E / 41.97000833°N,2.33015278°E 551 msnm   |           |                     | Modifica les dades a Wikidata |
|        | Puigsabró          | les Masies de Roda | muntanya     |         | 41° 58′ 45″ N, 2° 17′ 54″ E / 41.97929722°N,2.29824722°E 504.3 msnm |           |                     | Modifica les dades a Wikidata |
|        | Serrat del Bosc    | les Masies de Roda | muntanya     |         | 41° 58′ 56″ N, 2° 20′ 42″ E / 41.9821°N,2.34494°E 637 msnm          |           |                     | Modifica les dades a Wikidata |
|        | Serrat del Pi Rodó | les Masies de Roda | muntanya     |         | 42° 00′ 38″ N, 2° 13′ 11″ E / 42.01058333°N,2.21963889°E 708 msnm   |           |                     | Modifica les dades a Wikidata |
|        | Serrat dels Moros  | les Masies de Roda | muntanya     |         | 41° 59′ 22″ N, 2° 21′ 05″ E / 41.98935278°N,2.35149°E 591.5 msnm    |           |                     | Modifica les dades a Wikidata |

## pedrera
| imatge | Nom                        | Ubicat a           | instància de | Detalls | coordenades                                                         | Protecció | Commons (més fotos) | Dades a WD                    |
| ------ | -------------------------- | ------------------ | ------------ | ------- | ------------------------------------------------------------------- | --------- | ------------------- | ----------------------------- |
|        | Pedrera Font de la Fradera | les Masies de Roda | pedrera      |         | 41° 57′ 59″ N, 2° 20′ 06″ E / 41.9664757476849°N,2.33486422041433°E |           |                     | Modifica les dades a Wikidata |
|        | Pedrera de les Baumes      | les Masies de Roda | pedrera      |         | 41° 58′ 12″ N, 2° 18′ 37″ E / 41.9699418401449°N,2.31019542359813°E |           |                     | Modifica les dades a Wikidata |

## pont
| imatge | Nom                                     | Ubicat a           | instància de | Detalls          | coordenades                                                                           | Protecció | Commons (més fotos) | Dades a WD                    |
| ------ | --------------------------------------- | ------------------ | ------------ | ---------------- | ------------------------------------------------------------------------------------- | --------- | ------------------- | ----------------------------- |
|        | Pont de Còdol                           | les Masies de Roda | pont         | Estat: malmès    | 41° 58′ 56″ N, 2° 19′ 12″ E / 41.98226°N,2.31989°E ca:Paratge de Serra Llarga, 08510. |           |                     | Modifica les dades a Wikidata |
|        | Pont de Salou                           | les Masies de Roda | pont         | Estat: bon estat | 41° 58′ 02″ N, 2° 19′ 03″ E / 41.96732°N,2.3176°E ca:Península de Salou, 08510.       |           |                     | Modifica les dades a Wikidata |
|        | Pont del torrent de la font de la Teula | les Masies de Roda | pont font    | Estat: bon estat | 41° 59′ 24″ N, 2° 18′ 15″ E / 41.98989°N,2.30412°E ca:Zona del Bac de Roda, 08510.    |           |                     | Modifica les dades a Wikidata |

## resclosa
| imatge | Nom                | Ubicat a           | instància de | Detalls | coordenades                                                                                 | Protecció | Commons (més fotos) | Dades a WD                    |
| ------ | ------------------ | ------------------ | ------------ | ------- | ------------------------------------------------------------------------------------------- | --------- | ------------------- | ----------------------------- |
|        | Resclosa de Malars | les Masies de Roda | resclosa     |         | 41° 59′ 08″ N, 2° 17′ 21″ E / 41.98543°N,2.28917°E ca:Zona de la Devesa del Pujolar, 08510. |           |                     | Modifica les dades a Wikidata |
|        | Resclosa de l'Obra | les Masies de Roda | resclosa     | 1826    | 41° 59′ 10″ N, 2° 17′ 36″ E / 41.98606°N,2.29346°E ca:Zona de la Devesa del Pujolar, 08510. |           |                     | Modifica les dades a Wikidata |

## Misc
| imatge | Nom                                     | Ubicat a           | instància de             | Detalls                       | coordenades | Protecció                                            | Commons (més fotos)                | Dades a WD                    |
| ------ | --------------------------------------- | ------------------ | ------------------------ | ----------------------------- | --- | ---------------------------------------------------- | ---------------------------------- | ----------------------------- |
|        | Monjó                                   | les Masies de Roda | vèrtex geodèsic          | Alt: 1.2m                     | 41° 58′ 45″ N, 2° 17′ 54″ E / 41.979245°N,2.298222°E 504.54 msnm                                                 |                                                      |                                    | Modifica les dades a Wikidata |
|        | Parador de Turisme de Vic-Sau           | les Masies de Roda | hotel Parador de Turisme |                               | 41° 58′ 49″ N, 2° 21′ 44″ E / 41.980318°N,2.362156°E 41° 58′ 49″ N, 2° 21′ 43″ E / 41.98023°N,2.36204°E 561 msnm |                                                      |                                    | Modifica les dades a Wikidata |
|        | Poua de la Sorralta                     | les Masies de Roda | pou de neu               | Estil: arquitectura popular   | 41° 57′ 58″ N, 2° 19′ 15″ E / 41.966111°N,2.320919°E 440 msnm                                                    | bé integrant del patrimoni cultural català           | Poua de la Sorralta                | Modifica les dades a Wikidata |
|        | barraca d'en Vallecona                  | les Masies de Roda | cabana                   |                               | 41° 59′ 29″ N, 2° 20′ 03″ E / 41.9912673518635°N,2.33423191187691°E                                              |                                                      |                                    | Modifica les dades a Wikidata |
|        | casa consistorial de les Masies de Roda | les Masies de Roda | casa consistorial        |                               | 41° 59′ 22″ N, 2° 18′ 28″ E / 41.9895323°N,2.3076734°E                                                           |                                                      |                                    | Modifica les dades a Wikidata |
|        | cementiri de les Masies de Roda         | les Masies de Roda | cementiri                |                               | 41° 59′ 33″ N, 2° 17′ 45″ E / 41.9924792447538°N,2.29582647051106°E                                              |                                                      |                                    | Modifica les dades a Wikidata |
|        | el Guarda de Salou                      | les Masies de Roda | casa                     | Estil: arquitectura eclèctica | 41° 58′ 04″ N, 2° 19′ 03″ E / 41.967711°N,2.317619°E ca:Península de Salou 426 msnm                              | bé integrant del patrimoni cultural català           |                                    | Modifica les dades a Wikidata |
|        | jaciment arqueològic de l'Esquerda      | les Masies de Roda | jaciment arqueològic     | Estil: arquitectura popular   | 41° 58′ 27″ N, 2° 18′ 46″ E / 41.9741°N,2.31284°E                                                                | bé d'interès cultural bé cultural d'interès nacional | Jaciment arqueològic de l'Esquerda | Modifica les dades a Wikidata |